# Mingeczaur

Miasto wydzielone Mingeczaur

Mingeczaur (azer. Mingaçevir) – miasto w środkowym Azerbejdżanie, powstałe w 1948 w związku z budową sztucznego zbiornika Mingeczaurskiego na rzece Kura. Ludność: 94,9 tys. (2003). Mingeczaur to czwarte pod względem liczby ludności miasto kraju. Pod względem administracyjnym Mingeczaur jest jednym z jedenastu miast wydzielonych (şəhər).
W Mingeczaurze znajduje się elektrownia wodna o mocy 357 MW. Powstały zbiornik wodny zajmuje powierzchnię 620 km², a jego pojemność wynosi 16,1 km³. W mieście powstała duża fabryka kabli elektrycznych. Rozwinął się tutaj również przemysł maszynowy, włókienniczy, spożywczy (przetwórstwo ryb) i materiałów budowlanych. Do 2005 w mieście działała jedna linia trolejbusowa.